# ロバート・スマーク (画家)
ロバート・スマーク（Robert Smirke RA、1753年4月15日 - 1845年1月5日) は、イギリスの画家である。文学から題材をとった作品を描いたことで知られている。

## 略歴
イングランドの北西部、湖水地方のウィグトン(Wigton)で生まれた。父親は旅しながら絵を描く暮らしをしていた。12歳になった時、ロンドンの紋章を描く画家の弟子になり、20歳になってからロイヤル・アカデミー・オブ・アーツの美術学校で学び始めた。
1775年にイギリス芸術家協会(Society of Artists of Great Britain)のメンバーになり、その展覧会に作品を出展した。1786年になってロイヤル・アカデミー・オブ・アーツの展覧会に出展するようになり、スコットランド生まれの詩人ジェームズ・トムソンの詩などを題材にした多くの作品を出展した。1791年にロイヤル・アカデミーの準会員に選ばれ、1793年に入会申請作品にドン・キホーテを題材にした作品を提出し、正会員に選ばれた。1813年までで、ロイヤル・アカデミーの出展を止めたが、1834年までは時折、別の展覧会に出展した。
1804年にジョセフ・ウィルトン（Joseph Wilton: 1722–1803）の後任として、ロイヤル・アカデミーの役員（keeper）の候補になったが、国王ジョージ3世が、スマークの政治的言動を理由に承認を拒否し、代わりにヨハン・ハインリヒ・フュースリーが選ばれた。
1815年のロンドンの民間美術団体「British Institution」が開いた「巨匠展」のカタログに当時の美術家や美術収集家に批判的な序文を書いたのは、ロバート・スマークであると考えられていて、その頃、一連の風刺的な作品も描いた。
スマークの作品は版画にされた。聖書やシェイクスピアの作品集、サミュエル・ジョンソンの「王子ラセラス」やアラン＝ルネ・ルサージュの「ジル・ブラース物語」などの書籍の挿絵も描いた。
出版者で版画家のジョン・ボイデルのウィリアム・シェイクスピアの戯曲の場面を版画にして出版するプロジェクトの「ボイデル・シェイクスピア・ギャラリー」に参加した画家の一人でもあった。
1845年にロンドンで没した。息子のリチャード・スマーク（Richard Smirke: 1778–1815）は、画家としても活動したが考古学などの研究で知られる人物となり、同名の息子ロバート・スマーク（Robert Smirke: 1780-1867）と別の息子シドニー・スマーク（Sydney Smirke: 1797-1877）は建築家として知られている。娘のメアリー・スマーク（Mary Smirke: 1779–1853）は画家になった。

## 作品

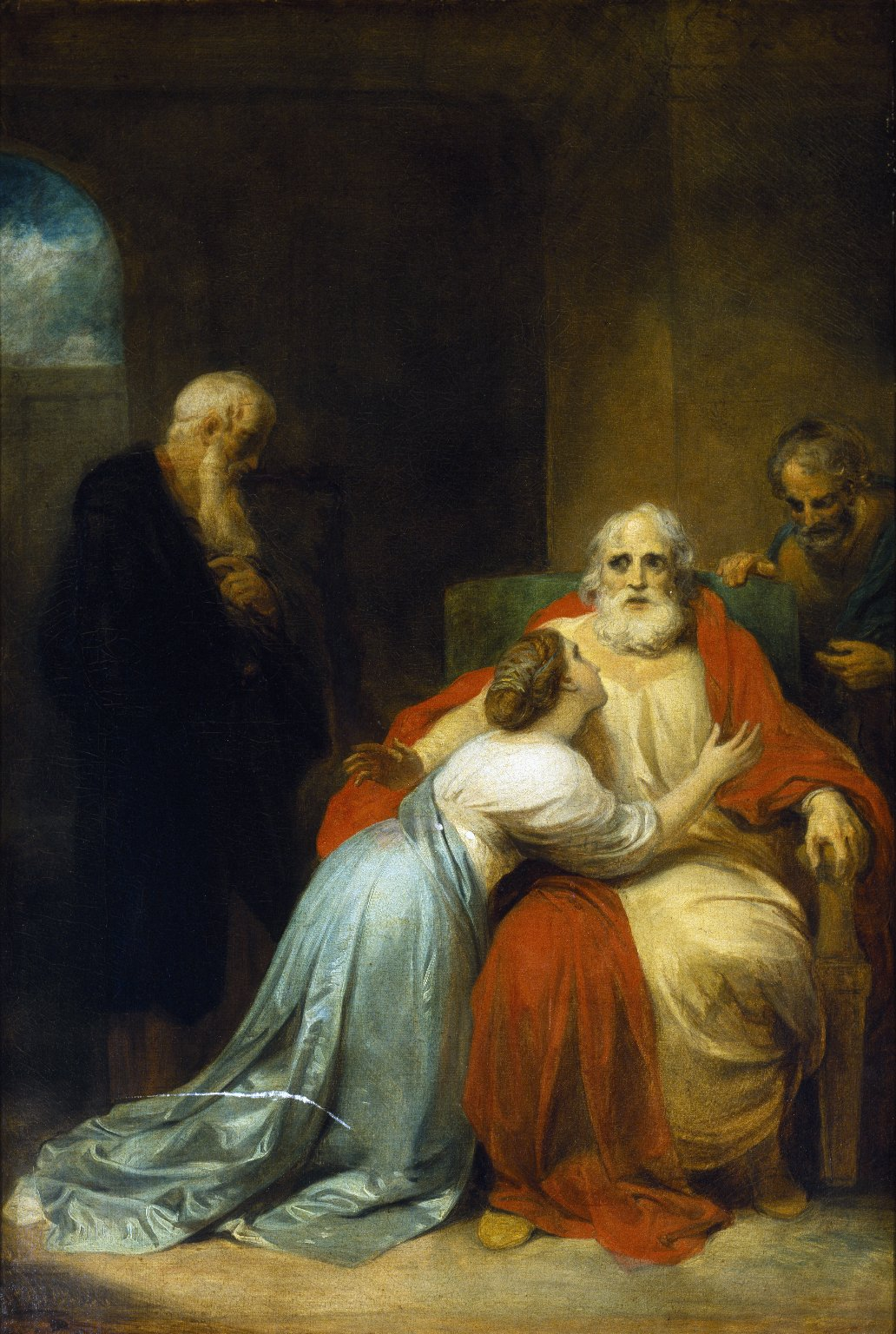
シェイクスピア『リア王』の4幕7場 Folger Shakespeare Library
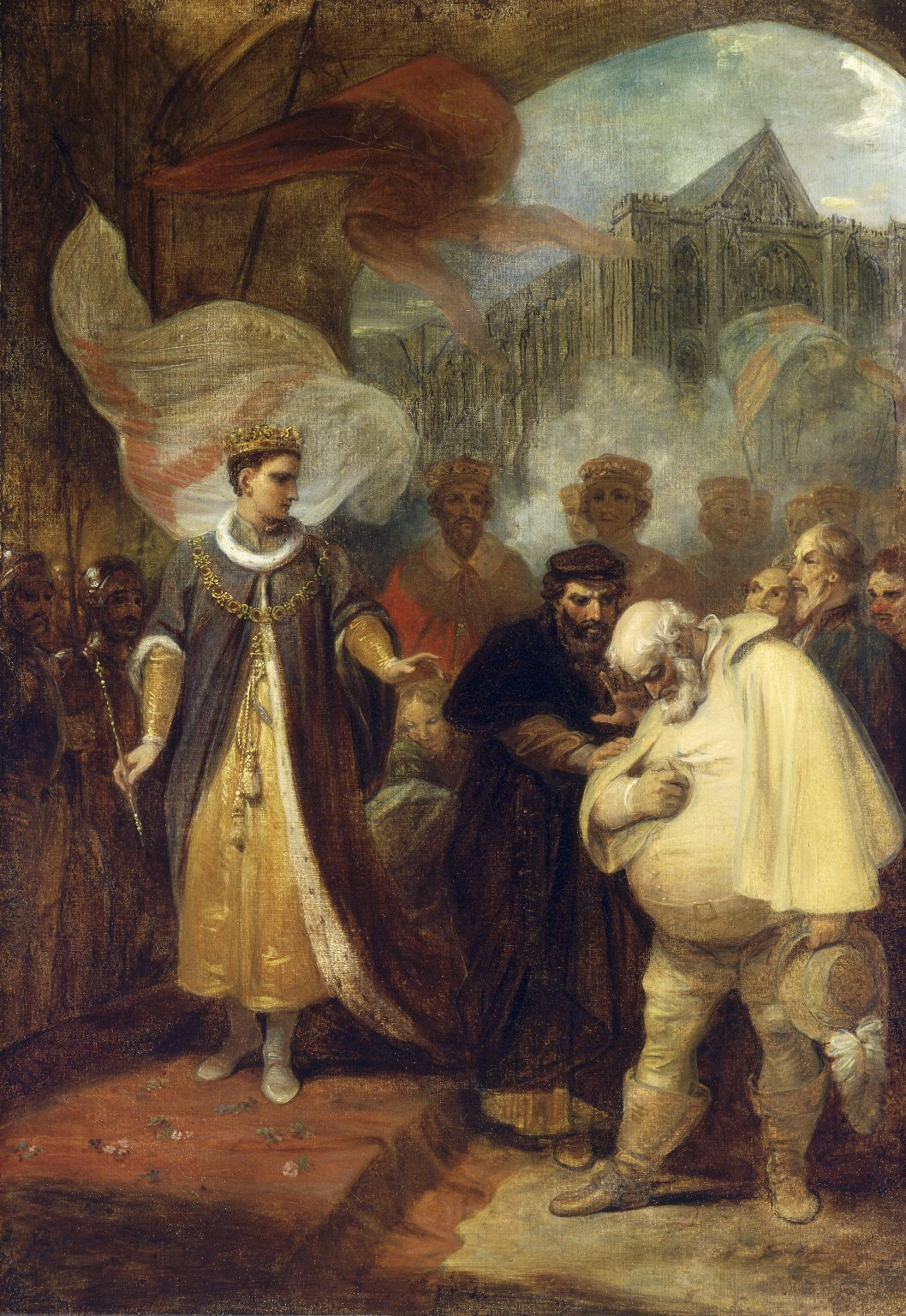
シェイクスピア『ヘンリー四世 第2部』の5幕5場 Folger Shakespeare Librar
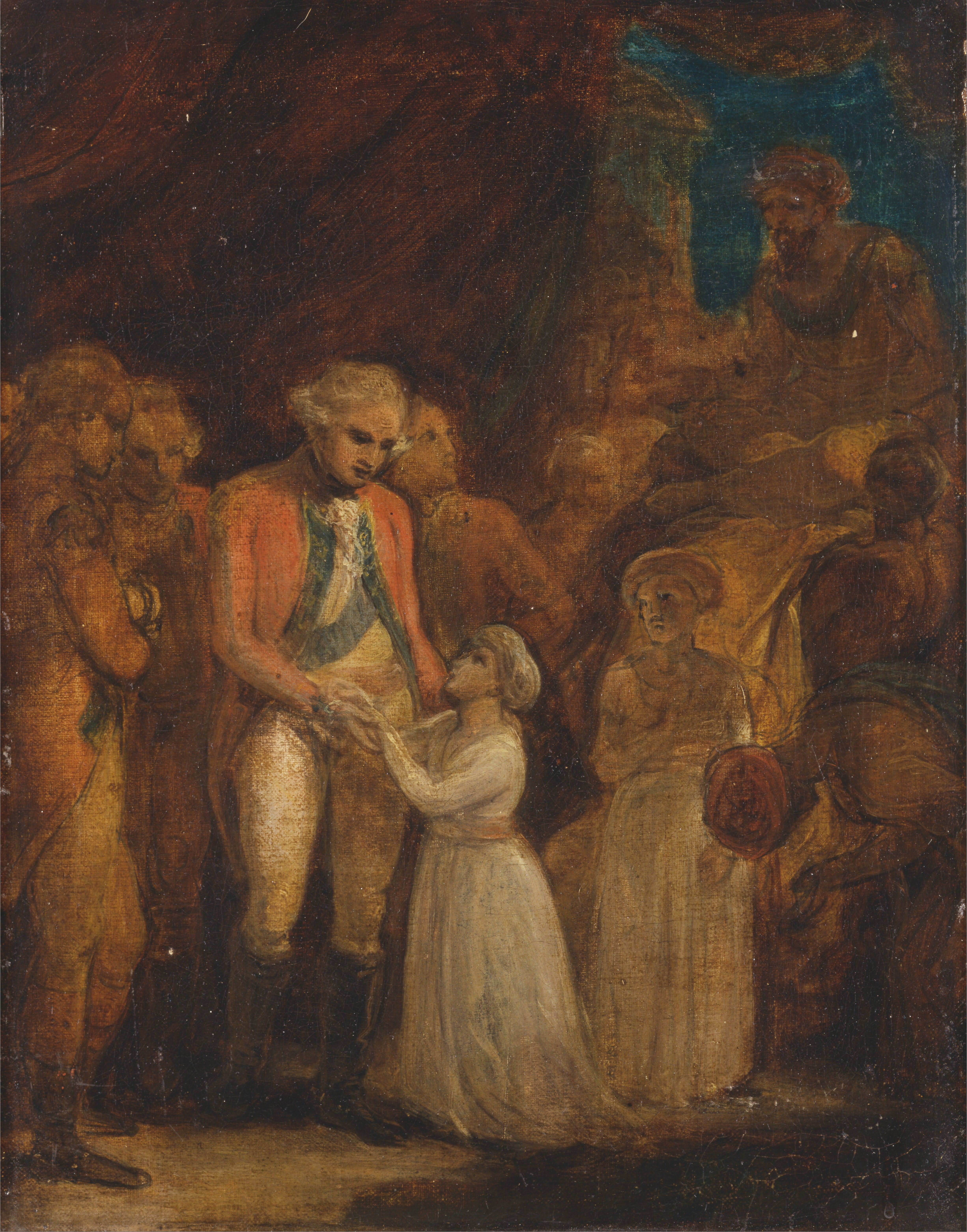
マイソール国王の息子を人質として預かるコーンウォリス将軍
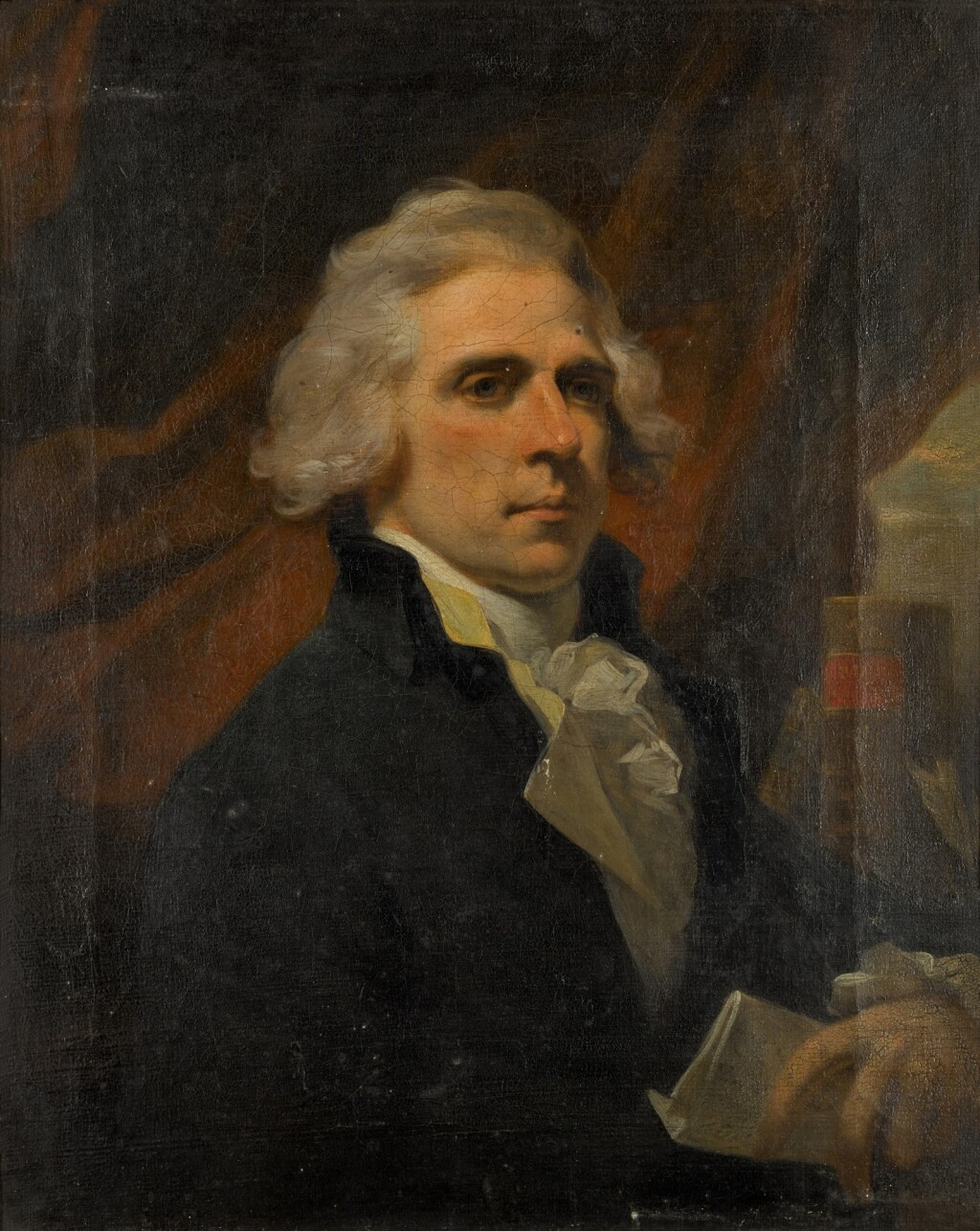
肖像画

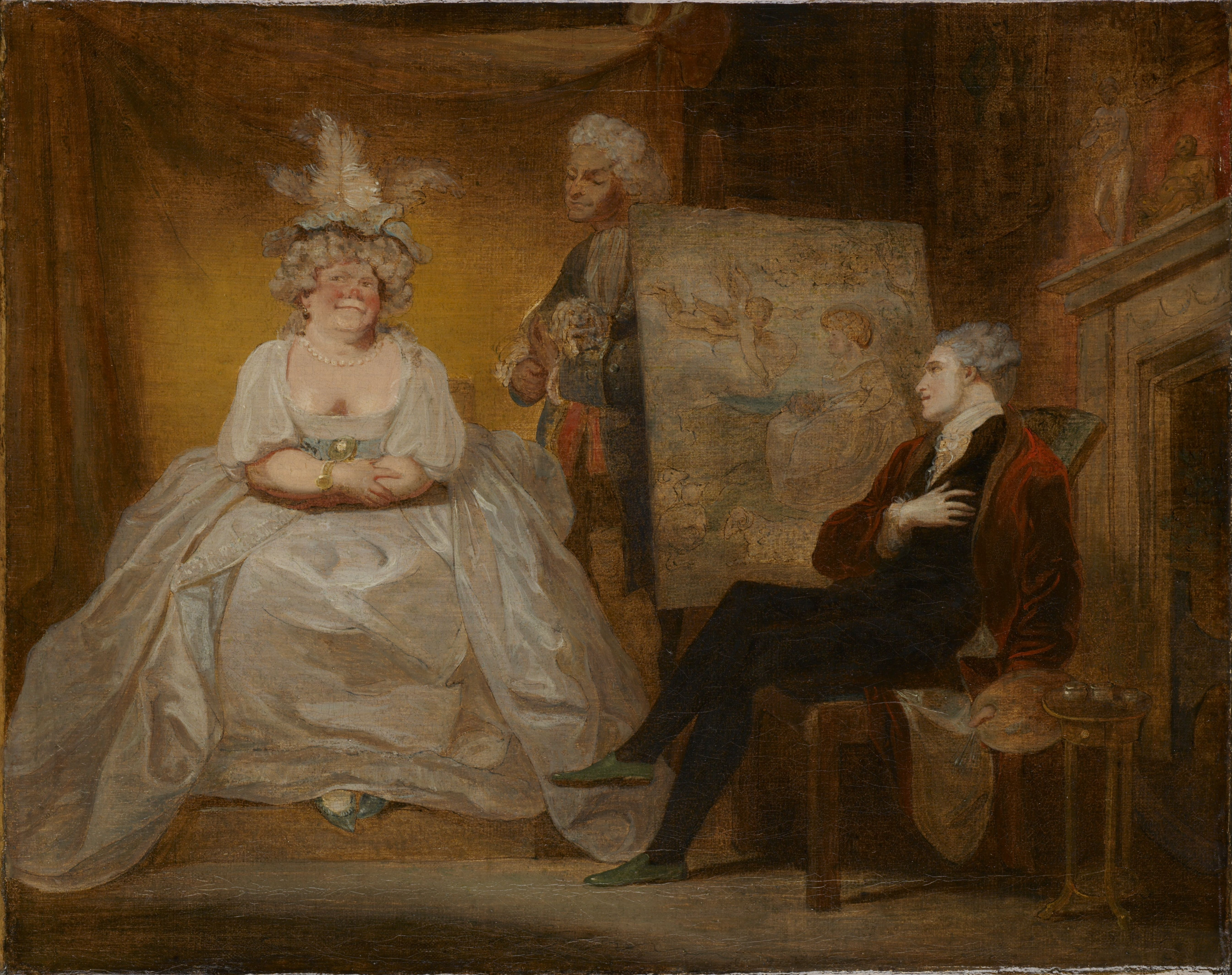
サミュエル・フットの喜劇「Taste」の場面 Government Art Collection
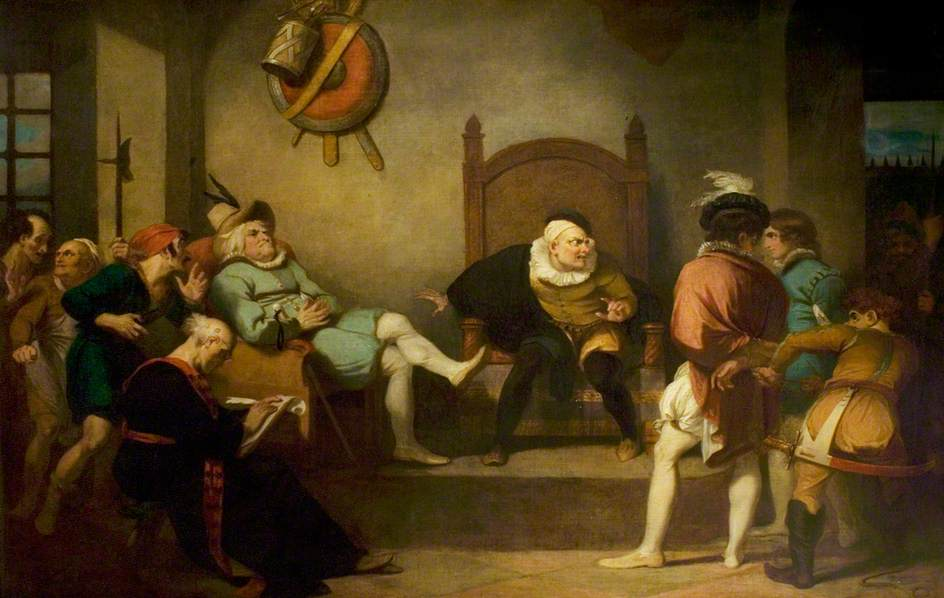
シェイクスピア『空騒ぎ』の4幕2場 Royal Shakespeare Company Collection
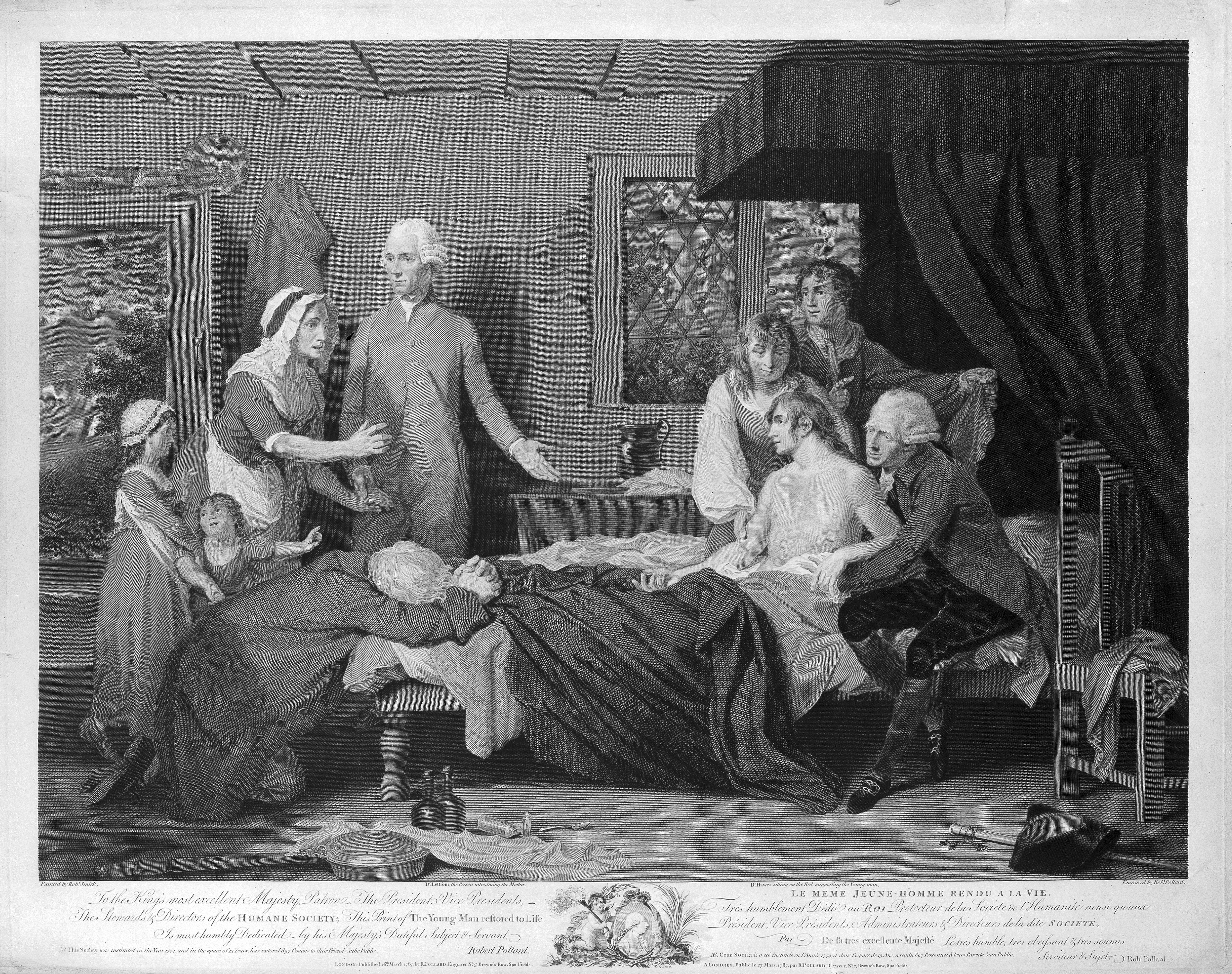
スマークの原画による版画作品